# Livro de Josué
O Livro de Josué (em hebraico:  ספר יהושע, Sefer Yehoshua) é o primeiro livro da história deuteronômica, o sexto livro da Bíblia hebraica e do Antigo Testamento cristão, sobre a história de Israel da conquista de Canaã até o exílio na Babilônia. Ele narra as campanhas dos israelitas nas regiões norte, sul e central de Canaã, a destruição de seus inimigos e a divisão das terras conquistadas entre as doze tribos. O texto está emoldurado por dois discursos no começo e no fim, o primeiro de Deus ordenando a conquista da região e o segundo, de Josué alertando sobre a necessidade da observância fiel da lei revelada a Moisés.
Quase todos os estudiosos concordam que o livro de Josué possui pouco valor histórico para os primeiros anos de Israel e provavelmente reflete eventos muito posteriores. Embora a tradição rabínica defenda que o livro foi escrito por Josué, é provável que ele tenha tido múltiplos autores e editores, todos muito distantes no tempo dos eventos relatados. As partes mais antigas do livro provavelmente são os capítulos 2 a 11, a história da conquista. Eles foram depois incorporados numa versão antiga escrita no final do governo do rei Josias (r. 640–609 a.C.). A versão final só foi completada depois da conquista de Jerusalém pelo Império Neobabilônico em 586 a.C., possivelmente só depois do final do exílio na Babilônia em 539 a.C.
Na Antiguidade era conhecido também como Jesus Nave.

## Conteúdo

### Estrutura
| I. Transferência da liderança de Moisés para Josué A. Missão de Deus a Josué (1:1–9) B. Instruções de Josué ao povo (1:10–18) | II. Invasão e conquista de Canaã A. Invasão de Canaã 1. Reconhecimento de Jericó (2:1–24) 2. Travessia do rio Jordão (3:1–17) 3. Primeira conquista em Gilgal (4:1–5:1) 4. Circuncisão e Páscoa (5:2–15) B. Vitória sobre Canaã (6:1–12:24) 1. Destruição de Jericó (6) 2. Fracasso e sucesso em Ai (7:1–8:29) 3. Renovação da aliança no monte Ebal (8:30–35) 4. Outras campanhas em Canaã central (9:1–27) 5. Campanhas em Canaã meridional (10:1–43) 6. Campanhas em Canaã setentrional (11:1–15) 7. Sumário das terras conquistadas (11:16-23) 8. Lista dos reis derrotados (12:1–24) | III. Divisão das terras entre as doze tribos A. Instruções de Deus a Josué (13:1–7) B. Porção de cada tribo (13:8–19:51) 1. Tribos orientais (13:8–33) 2. Tribos ocidentais (14:1–19:51) C. Cidades-santuário e cidades levitas (20:1–21:42) D. Sumário da conquista (21:43–45) E. Debandada das tribos orientais (22:1–34) | IV. Conclusão A. Discurso de adeus de Josué (23:1–16) B. Aliança em Siquém (24:1–28) C. Mortes de Josué e Eleazar; enterro dos ossos de José (24:29–33) |

### Narrativa bíblica

#### Missão de Deus para Josué (capítulo 1)
O capítulo 1 começa «depois da morte de Moisés» (Josué 1:1) e apresenta o primeiro dos três momentos fundamentais em Josué marcados por grandes discursos e reflexões pelos personagens principais. Neste capítulo, primeiro Deus e depois Josué discursos sobre o objetivo da conquista de Canaã, a Terra Prometida. No capítulo 12, o narrador relembra a conquista e, no capítulo 23, Josué discursa sobre o que precisa ser feito para que Israel possa viver em paz na nova terra.

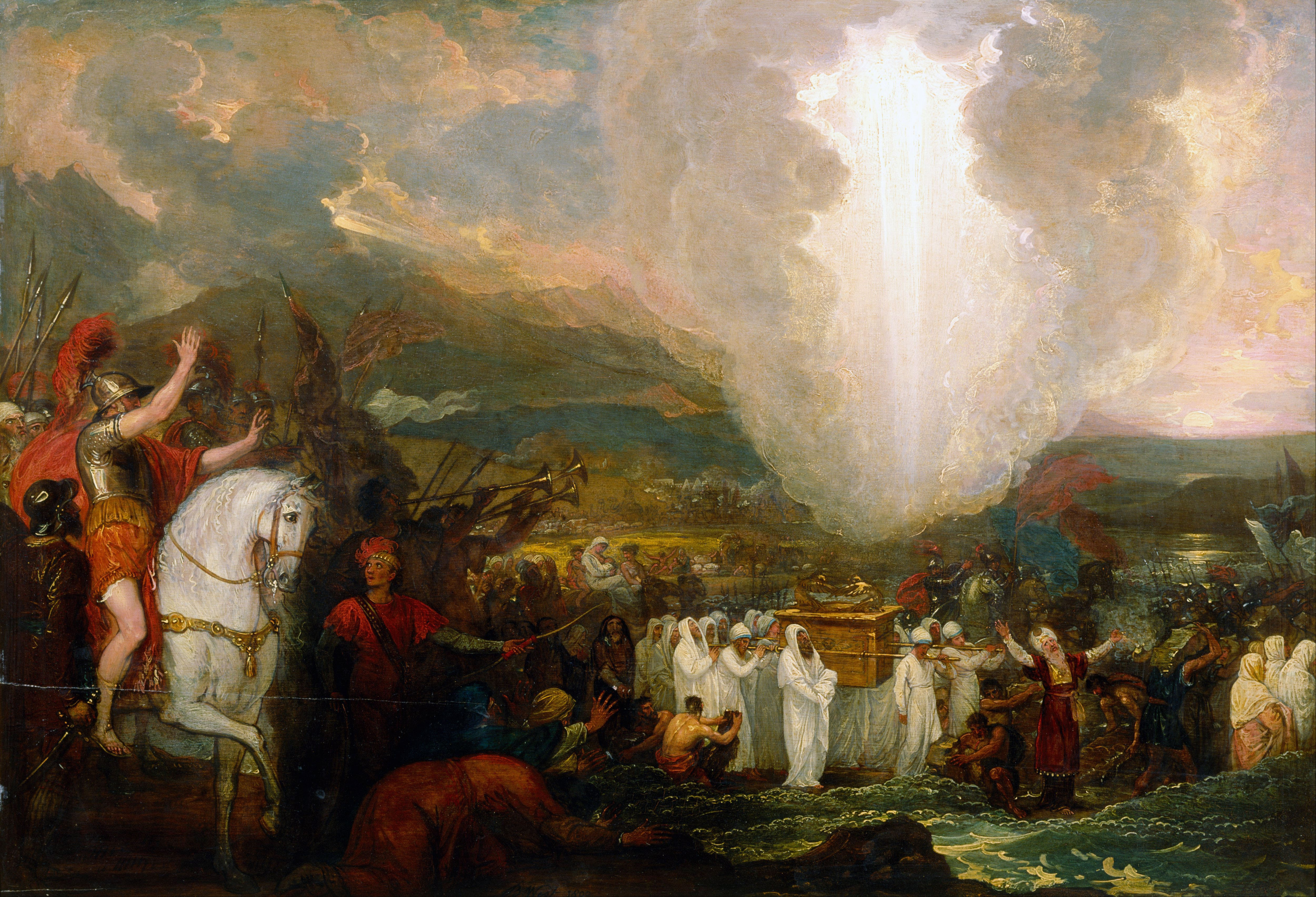
Travessia do rio Jordão com a Arca da Aliança.
1800. Por Benjamin West, no Art Gallery of New South Wales, no Reino Unido.

O escrito metodista Joseph Benson sugere que a revelação de Deus a Josué ocorreu "ou imediatamente depois [da morte de Moisés] ou quando o luto pela morte dele acabou".
Deus ordena que Josué conquista o território e alerta para que ele se mantenha fiel à aliança. O discurso de Deus já adianta os principais temas do livro: a travessia do Jordão e a conquista da terra, sua distribuição e a necessidade imperativa de obediência à lei; a obediência imediata do próprio Josué aparece em seus discursos aos comandantes israelitas e às tribos transjordanianas; a afirmação da liderança de Josué pelas tribos transjordanianas ecoa as garantias de vitórias prometidas por Deus.

#### Invasão e conquista (capítulos 2–12)
Os israelitas atravessam o rio Jordão por intervenção de Deus e com a ajuda da Arca da Aliança e são circuncidados em Gibeath-Haaraloth (que significa "morro dos prepúcios"), rebatizado  Gilgal ("círculo de pedras"). A conquista começa em Canaã com a Batalha de Jericó e a conquista de Ai, depois da qual Josué constrói um altar a Javé no monte Ebal e renova a aliança. Esta cerimônia revela elementos de uma cerimônia de concessão divina de terras similares às realizadas na época na Mesopotâmia.
A narrativa então se volta para o sul. Os gibeonitas enganam os israelitas afirmando não ser cananeus, o que evita que eles sejam exterminados e somente escravizados. Uma aliança de reinos amoritas liderada pelo rei cananeu de Jerusalém é derrotada com a ajuda divina de Javé, que parou o sol e a lua no céu e fez chover enormes granizos (Josué 10:10–14). Os reis inimigos foram capturados e enforcados em árvores.
Com o sul conquistado, a narrativa volta para o norte. Uma poderosa coalização multi-étnica liderada pelo rei de Hazor, a mais importante cidade da região, é derrotada com a ajuda de Javé e a cidade é capturada e destruída. Josué 11:16–23 sumariza a conquista: Josué conquistou toda a terra, quase que inteiramente através de vitórias militares, com a única exceção da escravização dos gibeonitas. A conquista «levou muito tempo» (Josué 11:18), cinco anos segundo algumas versões da Bíblia. O clérigo anglicano Charles Ellicott defende que "a guerra parece ter durado sete anos".
O território então «cessou de ter guerra» (Josué 11:23), uma afirmação repetida em Josué 14:15. O capítulo 12 lista os reis derrotados em ambos os lados do Jordão: os dois reis a leste do Jordão que foram derrotados sob a liderança de Moisés (Josué 12:1–6 e Números 21:) e os 31 reis a oeste derrotados por Josué (Josué 12:7–24).

#### Divisão do território (capítulos 13–22)

Mapa da recém-conquistada Canaã e o território destinado a cada uma das doze tribos de Israel. A leste (direita na imagem) do Jordão, as chamadas "tribos transjordanianas".

Estando «Josué já velho e mui avançado em anos» (Josué 13:1) — "cerca de noventa anos de idade" na estimativa da Cambridge Bible for Schools and Colleges. Joseph Benson estima que ele tinha 83 anos, enquanto Jamieson-Fausset-Brown defende que ele tinha "provavelmente mais de cem anos".
Esta distribuição é a "concessão de terras da aliança": Javé, como rei, está entregando a cada uma das tribos de Israel seu território. As "cidades-santuário" e as cidades levitas estão no final, pois é necessário que cada tribo receba sua concessão antes que cada uma delas destaque uma porção de seu território para elas. As tribos transjordanianas são dispensadas depois de reafirmarem sua lealdade a Javé. O livro reafirma a alocação de Moisés de terras a leste do Jordão ("transjordão") para as tribos de Rúben, Gade e metade de Manassés (Josué 13:8–32, seguindo Números 32:1–42) e depois descreve como Josué dividiu a recém-conquistada terra de Canaã em partes sorteadas entre tribos numa loteria. Josué 14:1 também faz referência ao papel do sacerdote Eleazar, filho de Aarão, à frente de Josué no processo de distribuição. A descrição serve à função teológica de mostrar como a Terra Prometida se torna realidade na narrativa bíblica; sua origem é incerta, mas estas descrições podem ser o reflexo de relações geográficas entre os locais citados:5.
A escolha de palavras em Josué 18:1–4 sugere que as tribos de Rúben, Gade, Judá, Efraim e Manassés receberam seus lotes de terra algum tempo antes das "sete tribos que ainda não haviam repartido a sua herança" e uma expedição de 21 membros (três de cada tribo) foi enviada para avaliar o restante da terra com o objetivo de organizar a divisão entre as tribos de Simeão, Benjamim, Aser, Naftali, Zebulom, Issacar e Dã. Logo depois, 48 cidades levitas e suas zonas rurais foram alocadas à tribo de Levi (Josué 21:1–41, seguindo Números 35:7).
Ausente no texto massorético hebraico, mas presente na Septuaginta grega, está a seguinte afirmação:
| “ | Josué completou a divisão do território em suas fronteiras e os filhos deram uma porção a Josué a mando do Senhor. Eles deram-lhe a cidade que ele pediu, Timnate-Sera lhes deram no monte Efraim, e Josué construiu a cidade e habitou nela. E Josué tomou as facas de pedra com as quais ele havia circuncidado os filhos de Israel, que estavam no caminho no deserto, e ele as depositou em Timnate-Sera" | ” |
|   | — Adição da Septuaginta em Josué 21:43. |   |

No final do capítulo 21, a narrativa relata que o cumprimento da promessa de terras, descanso e supremacia sobre seus inimigos feita por Deus aos israelitas estava completa. O autor da Epístola aos Hebreus cita Josué e a promessa de descanso em Hebreus 4:8 ("Pois se Josué lhes houvesse dado descanso, não teria depois falado de outro dia"). As tribos as quais Moisés concedeu terras a leste do Jordão receberam permissão para voltar para casa em Gileade (utilizada no sentido mais amplo, significando toda a Transjordânia) depois de terem mantido sua promessa de ajudarem na conquista de Canaã. Como recompensa, levaram consigo «muitíssimo gado, prata, ouro, cobre, ferro e muitíssimos vestidos» (Josué 22:8).

#### Discursos de despedida de Josué (capítulos 23–24)
Josué, já idoso e ciente de que está «indo pelo caminho de toda a terra» (Josué 23:14) reúne os líderes dos israelitas, "talvez em Timnate-Sera ou, possivelmente, em Siló" e relembra as grandes obras que Javé realizou por eles e reforça a necessidade de se amar Javé. Os israelitas são informados — exatamente como o próprio Josué havia sido informado em Josué 1:7 — de que devem «guardar e cumprir tudo o que está escrito no livro da lei de Moisés, para que dela não vos desvieis nem para a direita nem para a esquerda» (Josué 23:6), ou seja, se nada acrescentar ou remover da lei. O povo deverá permanecer fiel a Javé e à aliança e Josué alerta que o julgamento virá se (ou quando) Israel deixá-lo para seguir outros deuses.
No capítulo 24, Josué se encontra novamente com os israelitas, desta vez em Siquém, e discursa novamente. Ele reconta a história da formação da nação israelita por Deus, começando com «Terá, pai de Abraão, e pai de Naor» (Josué 24:2), que viveram além do Eufrates e serviam a outros deuses. Ele convida os israelitas a escolherem entre servirem ao Senhor, que os libertou do Egito, ou aos deuses de seus ancestrais, ou aos deuses dos amoritas, em cujas terras eles viviam. O povo escolheu servir ao Senhor, uma decisão que Josué registou no «livro da lei de Deus» (Josué 24:26). Ele então mandou erigir um memorial de pedra "debaixo do carvalho que estava no santuário de Javé", geralmente ligado ao carvalho de Moré, onde Abraão acampou em suas viagens pela região (Gênesis 12:6). Assim, "Josué fez uma aliança com o povo, literalmente 'cortou uma aliança', uma frase comum ao hebraico, grego e latim e derivada do costume do sacrifício, no qual as vítimas eram cortadas em pedações e oferecidas à divindade invocada para ratificar a aliança".

#### Conclusão do livro
O livro de Josué acaba com três pontos finais (referidos na Bíblia de Jerusalém como "Duas Adições"):
- A morte de Josué e seu sepultamento em Timnate-Sera (24:29-31);
- O sepultamento dos ossos de José em Siquém (24:32);
- A morte de Eleazar e seu sepultamento na terra de Fineias, nas montanhas de Efraim (24:33).

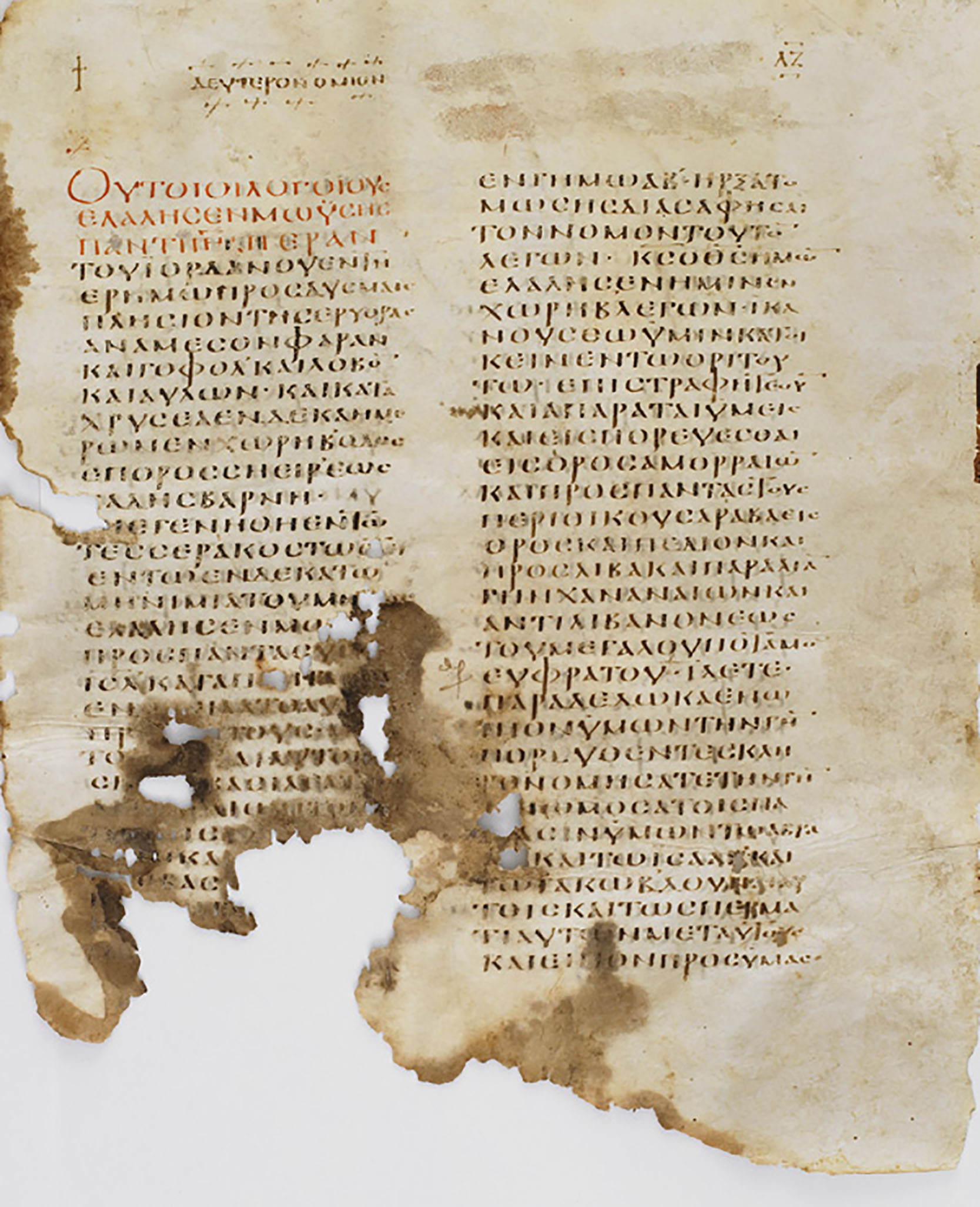
Manuscrito do Deuteronômio e Josué no Codex Washingtonensis (início do século V).

Não há cidades levitas entregues aos descendentes de Aarão em Efraim e, por isso, os teólogos Keil & Delitzsch supõem que este local pode ter sido Geba, no território de Benjamim: "a situação, 'nas montanhas de Efraim', não está em discordância com esta tese, pois estas montanhas se estendiam, segundo Juízes 4:5 etc., até bem o interior do território de Benjamim".
Em alguns manuscritos e edições da Septuaginta, existe um versículo adicional citando a apostasia dos israelitas depois da morte de Josué.

## Composição
O Livro de Josué é anônimo. O Talmude Babilônico, escrito entre os séculos III e V, foi o primeiro a atribuir autores a vários dos livros da Bíblia hebraica: cada livro, segundo ele, foi escrito por um profeta e cada profeta foi testemunha dos eventos descritos no livro que leva seu nome, incluindo Josué. A ideia foi rejeitada como impossível por João Calvino (1509-1564) e, já na época de Thomas Hobbes (1588-1679), se reconhecia que o livro deve ter sido escrito muito depois dos eventos relatados. Atualmente concorda-se que Josué foi composto como parte de uma obra maior, a história deuteronômica, que começa no Deuteronômio e vai até os Livros de Reis. Em 1943, o estudioso bíblico alemão Martin Noth sugeriu que esta história foi composta por um único autor (ou editor) da época do cativeiro na Babilônia (século VI a.C.). Uma importante alteração na teoria de Noth foi proposta em 1973 pelo estudiosos americano Frank M. Cross, que propôs que duas edições da história são perceptíveis, a primeira e mais importante da época da corte do rei Josias, no final do século VII a.C., e a segunda correspondente à versão de Noth. Estudiosos posteriores detectaram mais autores ou editores que os dois.

## Temas e gênero

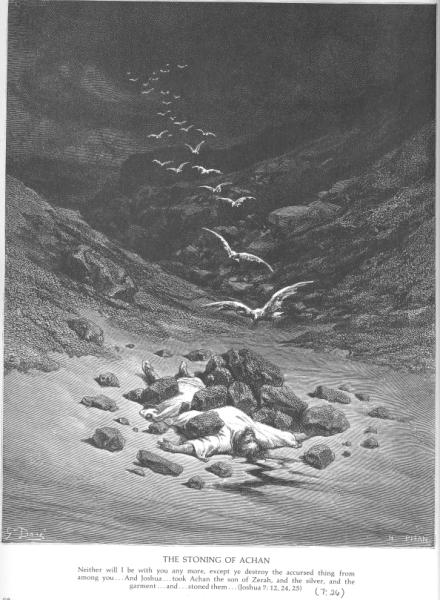
Acã apedrejado por desobedecer a ordem de Javé de herem (a expulsão total dos cananeus) em

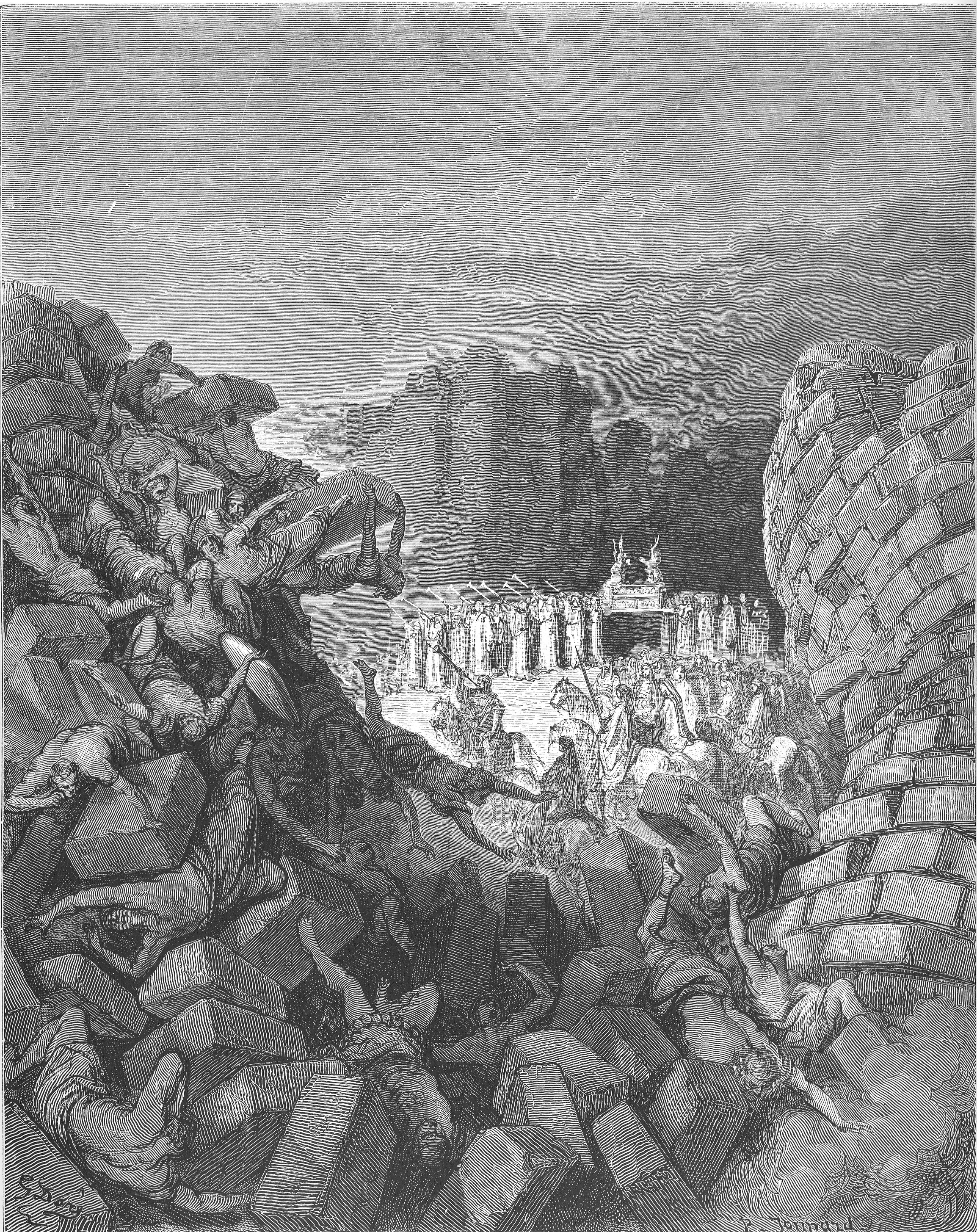
Desmoronamento da muralha de Jericó.

### Evidências históricas e arqueológicas
A visão acadêmica predominante atualmente é que o Livro de Josué não é um relato factual de eventos históricos. O período histórico relatado é, provavelmente, o século XIII a.C., um período no qual diversas cidades foram destruídas na região. Porém, com umas poucas exceções (Hazor, Laquis), as cidades destruídas não são as relacionadas pela Bíblia a Josué. Estas, por sua vez, mostram poucos ou nenhum sinal de terem sido ocupadas ou destruídas nesta época. Dada esta falta de historicidade, Carolyn Pressler, em seu comentário sobre o livro, sugere que os leitores de Josué devem priorizar sua mensagem teológica e atentar para o que ela significaria para as audiências dos séculos VII e VI a.C. Richard Nelson explica: as necessidades da monarquia centralizada favoreciam uma história fundacional combinando antigas tradições de um êxodo do Egito, de um deus nacional como "guerreiro divino", explicações para cidades destruídas, estratificações sociais, grupos étnicos e tribos contemporâneas.

### Temas
O tema teológico mais amplo da história deuteronômica é a manutenção da fé e a misericórdia de Deus (e seus opostos, a apostasia e a ira divina). Em Juízes e Reis, Israel perde a fé e Deus acaba revelando sua fúria ao enviar seu próprio povo para o exílio, mas, em Josué, Israel é obediente, o próprio Josué é fiel e Deus cumpre sua promessa entregando-lhes a terra. A campanha militar de Javé em Canaã valida a reivindicação de Israel à terra e provê um paradigma de como Israel deve viver nela: doze tribos, cada uma com líder, unidas por uma aliança na guerra e na adoração apenas de Javé num santuário único, tudo conforme os mandamentos de Moisés detalhados no Deuteronômio.

#### Deus e Israel
O Livro de Josué avança o tema do Deuteronômio de Israel como um único povo adorando Javé no território que Ele lhes deu. Javé, como personagem principal do livro, toma a iniciativa na conquista do território e o Seu poder vence batalhas (como, por exemplo, quando a muralha de Jericó desaba por que Javé luta por Israel e não pela perícia dos israelitas). A potencial desunião de Israel é um tema constante, a grande ameaça vindo das tribos a leste do Jordão (Rúben, Gade e metade de Manassés). Josué 22:19 sugere que estas terras são impuras e que as tribos que vivem lá tem um status secundário.

#### Território
Território é o tema central de Josué. A introdução do Deuteronômio reconta como Javé concedeu o território aos israelitas, mas depois retirou a dádiva quando Israel hesitou em conquistá-la depois que dos doze espiões, apenas Josué e Calebe confiaram em Deus. O território é de Javé para dar ou retirar e o fato de Ele o ter prometido a Israel dá aos israelitas um direito inalienável de tomá-lo. Para os leitores do período do exílio em diante, o território era tanto um sinal da fidelidade de Javé e da falta de fé de Israel, mas também o centro de sua identidade étnica. Na teologia deuteronomista, "descanso" significa a posse sem conflitos do território, uma promessa que começa a se realizar com as conquistas de Josué.

#### Inimigos
Josué "realiza uma campanha sistemática contra os civis de Canaã — homens, mulheres e crianças — que chega a ser um genocídio". Ao fazê-lo, ele está realizando um herem como ordenado por Javé em Deuteronômio 20:16: "nada que tem fôlego deixarás com vida". O objetivo é expulsar os cananeus e tomar suas posses, com a implicação de que não deve haver tratados com o inimigo, misericórdia depois das batalhas ou casamentos com suas mulheres. "O extermínio das nações glorifica Javé como guerreiro e promove a reivindicação de Israel ao território" enquanto que a sobrevivência continuada do inimigo "explora os temas da desobediência e punições e antecipa a história contada em Juízes e Reis". O chamado divino pelo massacre na Batalha de Jericó e em outras pode ser explicado pelas normas culturais (Israel certamente não era o único estado da Idade do Ferro a praticar o herem) e teológicas (uma medida pensada para assegurar a pureza de Israel e também o cumprimento da promessa de Deus), mas Patrick D. Miller, em seu comentário sobre o Deuteronômio, afirma que "não há nenhuma forma real de tornar um relato deste tipo mais palatável aos corações e mentes de leitores e fieis contemporâneos".

#### Obediência
O conflito entre obediência e desobediência é um tema constante. A obediência é revelada na travessia do Jordão, na derrota de Jericó e Ai, na circuncisão e na celebração da Páscoa, e nas leituras públicas da lei. A desobediência aparece na história de Acã (apedrejado por violar a ordem de herem), os gibeonitas e o altar construído pelas tribos transjordanianas. Os dois discursos finais de Josué tratam do desafio dos futuros israelitas (leitores da história) que é obedecer o mais importante mandamento de todos, adorar somente Javé ("Shemá Israel"). Ele ilustra desta forma também a mensagem central deuteronomista, de que a obediência leva ao sucesso e a desobediência, à ruína.

### Moisés, Josué e Josias
A história deuteronômica traça paralelos sobre o que seria a boa liderança entre Moisés, Josué e Josias. A missão de Deus a Josué no capítulo 1 aparece como uma coroação real, com o povo jurando lealdade a Josué como sucessor de Moisés, o que relembra práticas monárquicas, a cerimônia de renovação da aliança liderada por Josué era a prerrogativa dos reis de Judá e a ordem de Deus a Josué para que ele meditasse sobre o "livro da lei" dia e noite antecipa a descrição de Josias em II Reis 23:25 como um rei preocupado apenas com o estudo da lei — além dos idênticos objetivos territoriais (Josias morreu em 609 a.C. enquanto tentava anexar o antigo Reino de Israel ao seu próprio Reino de Judá).
Alguns dos paralelos com Moisés:
- Josué envia espiões para conhecer o território perto de Jericó (2:1) exatamente como Moisés enviou espiões para conhecer a Terra Prometida (Números 13:, Deuteronômio 1:19–25);
- Josué lidera os israelitas saindo do deserto para a Terra Prometida atravessando o rio Jordão com a ajuda de Deus (3:16) exatamente como Moisés lidera os israelitas saindo do Egito atravessando o mar Vermelho também com a ajuda de Deus (Êxodo 14:22);
- Depois de atravessar o rio Jordão, os israelitas celebraram a Páscoa (5:10-12) exatamente como fizeram imediatamente antes do êxodo (Êxodo 12:);
- A visão de Josué como «capitão do exército de Javé» (Josué 5:14) é reminiscente da revelação divina a Moisés na sarça ardente (Êxodo 3:1–6);
- Josué intercede com sucesso em favor dos israelitas quando Javé está furioso por seu fracasso em observar o herem, exatamente como Moisés frequentemente fazia quando convencia Deus a não punir o povo (Êxodo 32:11–14, Números 11:2, Números 14:13–19);
- Josué e os israelitas conseguem derrotar o povo em Ai por que Josué seguiu as instruções divinas de manter sua espada erguida (8:18), exatamente como os israelitas derrotaram os amalequitas enquanto Moisés manteve erguida a «vara de Deus» (Êxodo 17:9);
- Josué estava «velho e mui avançado em anos» (Josué 13:1) quando os israelitas começaram a se assentar na Terra Prometida exatamente como Moisés já estava velho quando morreu, tendo visto de longe a Terra Prometida sem jamais pisar nela (Deuteronômio 34:7);
- Josué serviu como mediador da aliança renovada entre Javé e Israel em Siquém (8:30–35; 24) exatamente como Moisés foi mediador da aliança com Javé no monte Sinai;
- Antes de sua morte, Josué deu um discurso de adeus aos israelitas (23-24) exatamente como Moisés (Deuteronômio 32-33);
- Moisés viveu até os 120 anos (Deuteronômio 34:7) e Josué viveu até os 110 (24:29).

## Distribuição do território entre as tribos: livros e mapas
- Abu-Sitta, Salman H. (2004). Atlas of Palestine, 1948 (em inglês). [S.l.]: Palestine Land Society. Consultado em 29 de junho de 2017. Arquivado do original em 2 de abril de 2010
- Aharoni, Yohanan (1979). The Land of the Bible; A Historical Geography (em inglês). [S.l.]: The Westminster Press. ISBN 0-664-24266-9
- Campbell, E., Jr. (1991). Shechem II (em inglês). [S.l.]: ASOR. ISBN 0-89757-062-6
- Dever, William G. (2003). Who Were the Early Israelites and Where Did They Come From? (em inglês). [S.l.]: Wm. B. Eerdmans. ISBN 0-8028-0975-8
- Finkelstein, I. and Z. Lederman (eds.) (1997). Highlands of Many Cultures: The Southern Samaria Survey (em inglês). [S.l.]: Tel Aviv University Institute of Archaeology. ISBN 965-440-007-3
- Curtis, Adrian (2009). Oxford Bible Atlas, Fourth Edition (em inglês). [S.l.]: Oxford University Press. ISBN 9780199560462
- Kallai, Zecharia (1986). Historical Geography of the Bible; The Tribal Territories of Israel (em inglês). [S.l.]: The Magnes Press, The Hebrew University. ISBN 965-223-631-4
- Miller, Robert D., II, (2005). Chieftains Of The Highland Clans: A History Of Israel In The Twelfth And Eleventh Centuries B.C. (em inglês). [S.l.]: Wm. B. Eerdmans. ISBN 0-8028-0988-X
- Na'aman, Nadav (1986). Borders and Districts in Biblical Historiography (em inglês). [S.l.]: Simor, Ltd. ISBN 965-242-005-0